# Józefów nad Wisłą (Opole Lubelskie)
Pour les articles homonymes, voir Józefów nad Wisłą.
Józefów nad Wisłą (prononciation [ juˈzɛfuf ˌnad ˈviswɔ̃]) est une ville de la gmina de Józefów nad Wisłą du powiat d'Opole Lubelskie dans la voïvodie de Lublin, située dans l'est de la Pologne.
La ville est le siège administratif (chef-lieu) de la gmina appelée gmina de Józefów nad Wisłą.
Il se situe à environ 16 kilomètres au sud-ouest d'Opole Lubelskie (siège du powiat) et 57 kilomètres au sud-ouest de Lublin (capitale de la voïvodie).
La ville possédait une population de 1 029 habitants en 2009.

## Histoire
Józefów nad Wisłą avait le statut de ville de 1687 à 1870. Elle est redevenue ville le 1er janvier 2018.
De 1975 à 1998, la ville est attachée administrativement à l'ancienne Lublin.

Depuis 1999, elle fait partie de la nouvelle voïvodie de Lublin.